# Bilga rufomaculata
Bilga rufomaculata är en skalbaggsart som beskrevs av Brenske 1901. Bilga rufomaculata ingår i släktet Bilga och familjen Melolonthidae. Inga underarter finns listade.